# هری پوتار: کمدی ترسناک
هری پوتار: کمدی ترسناک (به هندی: Hari Puttar: A Comedy of Terrors) فیلمی محصول سال ۲۰۰۸ و به کارگردانی لوکی کوهلی، راجش باجاج است. در این فیلم بازیگرانی همچون ساریکا، زرین خان، سووینی خارا، جکی شروف، سراب شوکلا، ویجای راز ایفای نقش کرده‌اند.